# حكومة عبد الله سراج
حكومة عبد الله سراج، هي الحكومة العاشرة في عهد إمارة شرق الأردن. شكل الشيخ عبدالله سراج الحكومة في 22 فبراير 1931 واستمرت في عملها حتى 18 أوكتوبر 1933 أي حوالي عامين وثمانية أشهر.

## أعضاء الحكومة
| الرقم | الإسم          | المهام الوزارية                                 | ملاحظات |
| ----- | -------------- | ----------------------------------------------- | ------- |
| 1     | عبدالله سراج   | رئيسا للوزراء وقاضيا للقضاة ووزير داخلية ومالية |         |
| 2     | توفيق أبوالهدى | سكرتيرا عاما                                    |         |
| 3     | عودة القسوس    | نائبا عاما                                      |         |
| 4     | عمر حكمت       | وزيرا للعدلية                                   |         |
| 5     | شكري شعشاعة    | مديرا للخزينة                                   |         |
| 6     | أديب الكايد    | مديرا للآثار                                    |         |

## أهم الأحداث
من اللافت للانتباه أن الشيخ سراج تولى بالإضافة لرئاسة الحكومة مناصب أخرى، كمنصب قاضي القضاة الذي كان يأتي ترتيبه بعد رئيس الحكومة مباشرة، وفي حكومة الشيخ السراج أُنشأت ولأول مرة في تاريخ الدولة الأردنية قوة البادية الأردنية في شهر يوليو عام 1931م.
خلت حكومة عبد الله سراج من وزراء من أعضاء المجلس التشريعي كما جرت العادة في الحكومات السابقة، فكانت أول حكومة أردنية تمارس الفصل بين السلطات وتمنع ازدواجية الجمع بين منصب الوزارة ومنصب النيابة.
وكانت حكومة الشيخ عبد الله سراج أول حكومة أردنية تقال إقالة مباشرة، بسبب انعدام الانسجام بين المجلس التشريعي المنتخب وبين حكومة الشيخ سراج التي واجهت معارضة شديدة من غالبية أعضاء المجلس التشريعي، وعزا بعض المحللين في حينه حالة عدم الانسجام بين المجلس التشريعي وبين حكومة الشيخ سراج إلى أن الشيخ عبد الله سراج كان أول رئيس حكومة يستبعد أعضاء المجلس التشريعي عن التشكيلة الحكومية، مبررا ذلك بخشيته من أن لا يتمكن أعضاء المجلس التشريعي من التوفيق بين مسؤولياتهم تجاه الشعب الذي يمثلونه، وبين مسؤولياتهم التنفيذية كوزراء، التي تفرض عليهم أحياناً اتخاذ قرارات لا تحظى بقبول شعبي في حال جمعوا إلى جانب صفتهم التمثيلية للشعب كنواب منصب الوزارة.
وتفاقمت حالة عدم الانسجام بين المجلس التشريعي وبين حكومة عبد الله سراج فعمد أعضاء المجلس التشريعي إلى مقاطعة اجتماعات المجلس، فكان رئيس الحكومة ووزراؤه يحضرون إلى المجلس فلا يجدون أحداً، وتكرَّر ذلك لفترة زادت على أسبوعين. كما وضعت الحكومة مسودة قانون يمنع بيع الأراضي للأجانب وارسلته للمجلس التشريعي لاقراره الا أن بريطانيا اعترضت على القانون وطالبت بسحبه.
ووصلت الأزمة بين المجلس التشريعي وحكومة الشيخ سراج ذروتها عندما رفضت الغالبية في المجلس التشريعي المصادقة على الموازنة التي قدمتها الحكومة، فوجد الأمير عبد الله بن الحسين نفسه بين خيارين فإما الإبقاء على الحكومة وحل المجلس التشريعي أو العكس، فاختار الإبقاء على المجلس التشريعي المنتخب وطلب من الشيخ عبد الله سراج تقديم استقالة حكومته، ولكن الشيخ تباطأ في تقديم الاستقالة، فأصدر الأمير عبد الله في 18 أوكتوبر 1933 إرادة أميرية بإقالة رئيس الحكومة وإقالة حكومته، فكانت أول وآخر حكومة في تاريخ الدولة الأردنية تقال علناً بإرادة سامية.
استمرت هذه الوزارة في عملها نحو ثلاث سنوات، ومن أهم الاحداث السياسية التي طرأت في عهدها:
- عقد معاهدة تعاون مع العراق بتاريخ 26 أذار 1931
- انعقاد المجلس التشريعي الثاني في 10 حزيران 1931
- إنشاء علاقات ودية واعتراف متبادل مع السعودية في أيار 1933
- إنشاء قوة البادية الأردنية في تموز 1931
- وقع خلاف بين المجلس التشريعي والوزارة وتعذر التعاون بين السلطتين.